# Globulariopsis stricta
Globulariopsis stricta là một loài thực vật có hoa trong họ Huyền sâm. Loài này được (P.J.Bergius) Hilliard mô tả khoa học đầu tiên năm 1999.